# Moller M200
Die M200 Neuera ist ein VTOL-Fluggerät des US-amerikanischen Herstellers Moller International. Charakteristisch ist das Aussehen, das der verbreiteten Vorstellung einer fliegenden Untertasse entspricht.

## Geschichte
Der gebürtige Kanadier Paul Moller hatte die Vision von fliegenden Autos und entwickelte verschiedene Konzepte für senkrecht startende und landende Fluggeräte. Er gab seine Tätigkeit als Professor auf, um sich ganz seinen Ideen zu widmen. Erste Versuche mit ufoartigen Fluggeräten begannen bereits im Jahr 1965.
Zahlreiche Entwürfe wurden daraufhin angefertigt und von einigen auch Prototypen angefertigt. 1989 schließlich wurde die M200 zum ersten Mal erprobt. Die ersten Flüge fanden gesichert an einer Leine statt. Danach war der Entwurf schon fast wieder in Vergessenheit geraten. Wegen Liquiditätsproblemen suchte die Firma nach Geldquellen. Um die Entwicklung des Moller Skycar zu finanzieren, wird die M200 inzwischen für Preise zwischen 40.000 und 65.000 Euro angeboten. Die Markteinführung wurde bereits mehrfach angekündigt und dann wieder verschoben. Technische Probleme verhinderten bislang die zivile Zulassung. Die Marktreife wird von vielen Fachleuten bezweifelt.

## Konstruktion
Die M200 ist ein scheibenförmiges Fluggerät. Der Pilot sowie gegebenenfalls der Passagier sitzen zentral im Mittelpunkt der Scheibe und werden durch eine optionale Kuppel aus Plexiglas vor Umwelteinflüssen geschützt. Die Struktur des Rumpfes besteht aus Aluminium und GfK. Zum Schutz der Insassen sollen Airbags installiert werden.
Für den Auftrieb sorgen acht Hubrotoren, die über den Kreisumfang verteilt rund um den Piloten angeordnet sind. Sie sind ummantelt ausgeführt und in die Struktur des Rumpfes integriert. Jeder Hubrotor wird von einem separaten luftgekühlten Wankelmotor angetrieben.
Da das Flugverhalten der M200 selbst instabil ist, übernimmt ein in eine Fly-By-Wire-Steuerung eingebundener Autopilot die Stabilisierung des Fluggerätes. Drehraten- und Beschleunigungssensoren liefern die Messwerte zur Berechnung der Steuersignale. Durch kleine Steuerflächen, die am Auslass der Hubrotoren angebracht sind, sowie durch Variation des Schubes der einzelnen Hubrotoren lässt sich die M200 steuern. Der Ausfall eines Triebwerkes kann durch die Redundanz der acht Antriebe kompensiert werden.

## Varianten
Die folgenden Varianten der M200 existieren:
M200XDas Versuchsmodell der M200, auf der die anderen Modelle basieren.
M200GDie M200G ist so ausgelegt, dass sie den Bodeneffekt nicht verlassen kann. Damit wird die M200G als Bodeneffektfahrzeug eingestuft und umgeht somit die deutlich schärferen Regelungen der FAA. Sie kann deshalb ohne Pilotenlizenz betrieben werden.
M200EDie Experimentalvariante wird auch als Bausatz angeboten.
Firefly 3Die Firefly-Variante ist für den Einsatz beim Militär und bei Rettungsaufgaben gedacht.
M200 AerobotDer Aerobot zielt auf den wachsenden Markt der unbemannten Fluggeräte.

## Technische Daten
| Kenngröße                     | Daten                        |
| ----------------------------- | ---------------------------- |
| Besatzung                     | 1                            |
| Passagiere                    | 1                            |
| Durchmesser                   | 2,83 m                       |
| Höhe                          | 1,37 m                       |
| Nutzlast                      | 163 kg                       |
| max. Startmasse               | 600 kg                       |
| Reisegeschwindigkeit          | 150 km/h                     |
| Höchstgeschwindigkeit         | 222 km/h                     |
| Dienstgipfelhöhe              | 8000 ft (2400 m)             |
| Reichweite                    | 140 Meilen (225,3 km)        |
| Triebwerke                    | 8 Wankelmotoren mit je 55 PS |
| Kraftstoffverbrauch Reiseflug | 28,4 l/100 km                |